# Dicynodontia
Dicynodontia (gr. di-to, kynos-hund, odon-tand, med to hundetænder) også kaldet dicynodont der hører til Therapsida, de pattedyrlignende krybdyr. En Dicynodont kendetegnes ved at de to iøjenfaldene, hundelignende tænder.
Den første kendte dicynodont var Eodicynodont som levede for 270 millioner år siden (permtiden).
Fossiler fra Afrika, Antarktis og Sydamerika viser at den har haft store hjørnetænder så den kunne grave efter rødder, og viser også at de levede i huler, gange og tunneler. De var 20 – 35 cm lange.
En anden bedre kendt dicynodont er Lystrosaurus. Den var omkring 2 meter lang og levede i øvre Trias for 248 millioner år siden. Fossiler viser, at den har været flokdyr, fordi forskere har fundet en flok Lystrosaurere i en flodbred i Afrika.